# Giovanni Pelletier
Giovanni Pelletier, detto Gianni (Roma, 11 agosto 1954), è un pilota motociclistico italiano ritiratosi dall'attività agonistica.

## Carriera

### Gli inizi
Iniziò a frequentare il mondo delle corse facendo il commissario di pista sul circuito di Vallelunga, debuttando nel 1974 in sella ad una Honda CB 500 Four prestatagli dal proprietario dell'officina nella quale lavorava. Fu successivamente ingaggiato dalla scuderia Ianniccheri, che gli affidò una Norton 750, lasciata nel 1975 per una Kawasaki 500 H1 sostituita a sua volta da una Honda CB 400 SS preparata dalla concessionaria romana Samoto, con la quale ben figurò nel Trofeo Nazionale Maximoto, serie di gare riservata alle moto derivate dalla serie. In questa stagione Pelletier corse con lo pseudonimo Nessuno, adottato poiché stava svolgendo il servizio militare e i suoi superiori non gli concedevano il permesso di correre.
Terminati gli obblighi militari l'accoppiata Pelletier-Honda Samoto si dimostrò imbattibile nella stagione 1976, dominando la classe 500 in entrambi i campionati nazionali riservati alle derivate dalla serie (oltre al già citato Trofeo Maximoto anche il Trofeo Magnani). 

### Motomondiale
L'ottima annata gli valse il passaggio per la stagione 1977 nella categoria Seniores, trovando un ingaggio da parte del team RTA, che gli affidò una Bimota-Yamaha 350. Nella stessa annata fece il suo debutto nel Motomondiale, non riuscendo ad andare a punti; migliore fu l'anno successivo, con il nono posto al GP di Jugoslavia.
Nel Motomondiale 1979 cambiò categoria, passando alla 500: in sella ad una Suzuki RG privata acquistata grazie all'aiuto di Daniele Bizzarri (fondatore della Bieffe) fu decimo al GP delle Nazioni e secondo nel Campionato Italiano Seniores. Per l'annata 1980 fu ingaggiato dalla Morbidelli come pilota ufficiale, con scarsi risultati, dovuti ad una moto poco affidabile e a un team spaccato al suo interno: Pelletier riuscì a terminare solo un GP (quello di Germania, al 21º posto), mentre nell'Italiano fu quarto; unici momenti positivi dell'annata le gare del Mugello (dove riuscì a battere Kenny Roberts) e di Pergusa.
Nel 1981 Pelletier ritornò in sella alla Suzuki, andando a punti in tre GP e venendo nuovamente ingaggiato dalla Casa pesarese dal GP di Gran Bretagna in sostituzione di Graziano Rossi; anche nella stagione successiva fu in sella alla Morbidelli 500, questa volta affidatagli in gestione dalla Casa pesarese, ma i risultati in entrambi i casi furono analoghi a quelli del 1980 (miglior piazzamento il 15º posto nel GP di Francia boicottato dai "big" del Mondiale). Il 1983 vide il romano in sella ad una Honda RS 500 R del team Giapauto di Bologna: ottavo in Jugoslavia, durante le prove del successivo GP d'Olanda cadde a quasi 200 km/h fratturandosi polso, tibia e perone; operato presso l'Istituto Ortopedico Rizzoli di Bologna, cadde nuovamente in occasione di una gara di campionato italiano al Mugello procurandosi un trauma cranico.

### Dopo le corse
Abbandonate le corse dopo gli incidenti, Pelletier si è dedicato al ruolo di amministratore di condomini a Roma.

## Risultati nel motomondiale

### Classe 250
| 1977 | Classe | Moto   |   |    |   |   |   |    |   |   |   |   |   |   |   |  | Punti | Pos. |
| ---- | ------ | ------ | - | -- | - | - | - | -- | - | - | - | - | - | - | - |  | ----- | ---- |
| 1977 | 250    | Yamaha | - | NE | - | - | - | NQ | - | - | - | - | - | - | - |  | 0     |      |

| 1978 | Classe | Moto   |   |   |    |   |   |   |   |   |   |   |   |    |   |  | Punti | Pos. |
| ---- | ------ | ------ | - | - | -- | - | - | - | - | - | - | - | - | -- | - |  | ----- | ---- |
| 1978 | 250    | Yamaha | - | - | NE | - | - | - | - | - | - | - | - | 21 | - |  | 0     |      |

| Legenda | 1º posto        | 2º posto            | 3º posto            | A punti      | Senza punti        | Grassetto – Pole position Corsivo – Giro più veloce |
| Legenda | Gara non valida | Non qual./Non part. | Ritirato/Non class. | Squalificato | '-' Dato non disp. | Grassetto – Pole position Corsivo – Giro più veloce |

### Classe 350
| 1977 | Classe | Moto                   |   |    |   |     |   |   |    |   |    |   |   |     |   |  | Punti | Pos. |
| ---- | ------ | ---------------------- | - | -- | - | --- | - | - | -- | - | -- | - | - | --- | - |  | ----- | ---- |
| 1977 | 350    | Bimota-Yamaha e Yamaha | - | AN | - | Rit | - | - | 12 | - | NE | - | - | Rit | - |  | 0     |      |

| 1978 | Classe | Moto   |   |    |   |   |    |   |    |   |   |   |   |   |   |  | Punti | Pos. |
| ---- | ------ | ------ | - | -- | - | - | -- | - | -- | - | - | - | - | - | - |  | ----- | ---- |
| 1978 | 350    | Yamaha | - | NE | - | - | 16 | - | NE | - | - | - | - | - | 9 |  | 2     | 23º  |

| Legenda | 1º posto        | 2º posto            | 3º posto            | A punti      | Senza punti        | Grassetto – Pole position Corsivo – Giro più veloce |
| Legenda | Gara non valida | Non qual./Non part. | Ritirato/Non class. | Squalificato | '-' Dato non disp. | Grassetto – Pole position Corsivo – Giro più veloce |

### Classe 500
| 1979 | Classe | Moto   |     |  |     |    |    |    |  |    |  |  |     |    |     |  | Punti | Pos. |
| ---- | ------ | ------ | --- |  | --- | -- | -- | -- |  | -- |  |  | --- | -- | --- |  | ----- | ---- |
| 1979 | 500    | Suzuki | Rit |  | Rit | 10 | 12 | 15 |  | NP |  |  | Rit | NE | Rit |  | 1     | 35º  |

| 1980 | Classe | Moto       |     |    |    |    |  |    |  |  |    |    |  |  |  |  | Punti | Pos. |
| ---- | ------ | ---------- | --- | -- | -- | -- |  | -- |  |  | -- | -- |  |  |  |  | ----- | ---- |
| 1980 | 500    | Morbidelli | Rit | NQ | NQ | NE |  | NQ |  |  | NE | 21 |  |  |  |  | 0     |      |

| 1981 | Classe | Moto                |    |    |     |     |  |    |   |     |    |   |    |     |     |    | Punti | Pos. |
| ---- | ------ | ------------------- | -- | -- | --- | --- |  | -- | - | --- | -- | - | -- | --- | --- | -- | ----- | ---- |
| 1981 | 500    | Suzuki e Morbidelli | NE | 10 | Rit | Rit |  | NE | 6 | Rit | 16 | 9 | NQ | Rit | Rit | NE | 8     | 16º  |

| 1982 | Classe | Moto       |     |     |    |  |    |    |  |  |  |  |    |    |    |    | Punti | Pos. |
| ---- | ------ | ---------- | --- | --- | -- |  | -- | -- |  |  |  |  | -- | -- | -- | -- | ----- | ---- |
| 1982 | 500    | Morbidelli | Rit | Rit | 15 |  | 19 | NQ |  |  |  |  | NE | NE | NC | 24 | 0     |      |

| 1983 | Classe | Moto  |  |  |     |    |    |    |   |  |  |  |  |  |  |  | Punti | Pos. |
| ---- | ------ | ----- |  |  | --- | -- | -- | -- | - |  |  |  |  |  |  |  | ----- | ---- |
| 1983 | 500    | Honda |  |  | Rit | 13 | 12 | 11 | 8 |  |  |  |  |  |  |  | 3     | 16º  |

| Legenda | 1º posto        | 2º posto            | 3º posto            | A punti      | Senza punti        | Grassetto – Pole position Corsivo – Giro più veloce |
| Legenda | Gara non valida | Non qual./Non part. | Ritirato/Non class. | Squalificato | '-' Dato non disp. | Grassetto – Pole position Corsivo – Giro più veloce |